# Міжштатна автомагістраль 24
Міжштатна автомагістраль 24 (Interstate 24, I-24) — міжштатне шосе на середньому заході та південному сході США. Він проходить по діагоналі від I-57, 10 миль (16 км) на південь від Меріон, Іллінойс, до Чаттануги, Теннессі, на I-75. Він проходить через Іллінойс, Кентуккі, Теннессі та Джорджію. Як міжштатна автомагістраль з парним номером, вона позначена як маршрут зі сходу на захід, хоча маршрут пролягає більш у напрямку південний схід — північний захід, проходячи через Нешвілл, штат Теннессі. Нумерація відрізняється від стандартної мережі міжштатних автомобільних доріг, лежачи далі на північ, ніж її номер вказував би на захід від Нашвілла.

## Опис маршруту

### Іллінойс

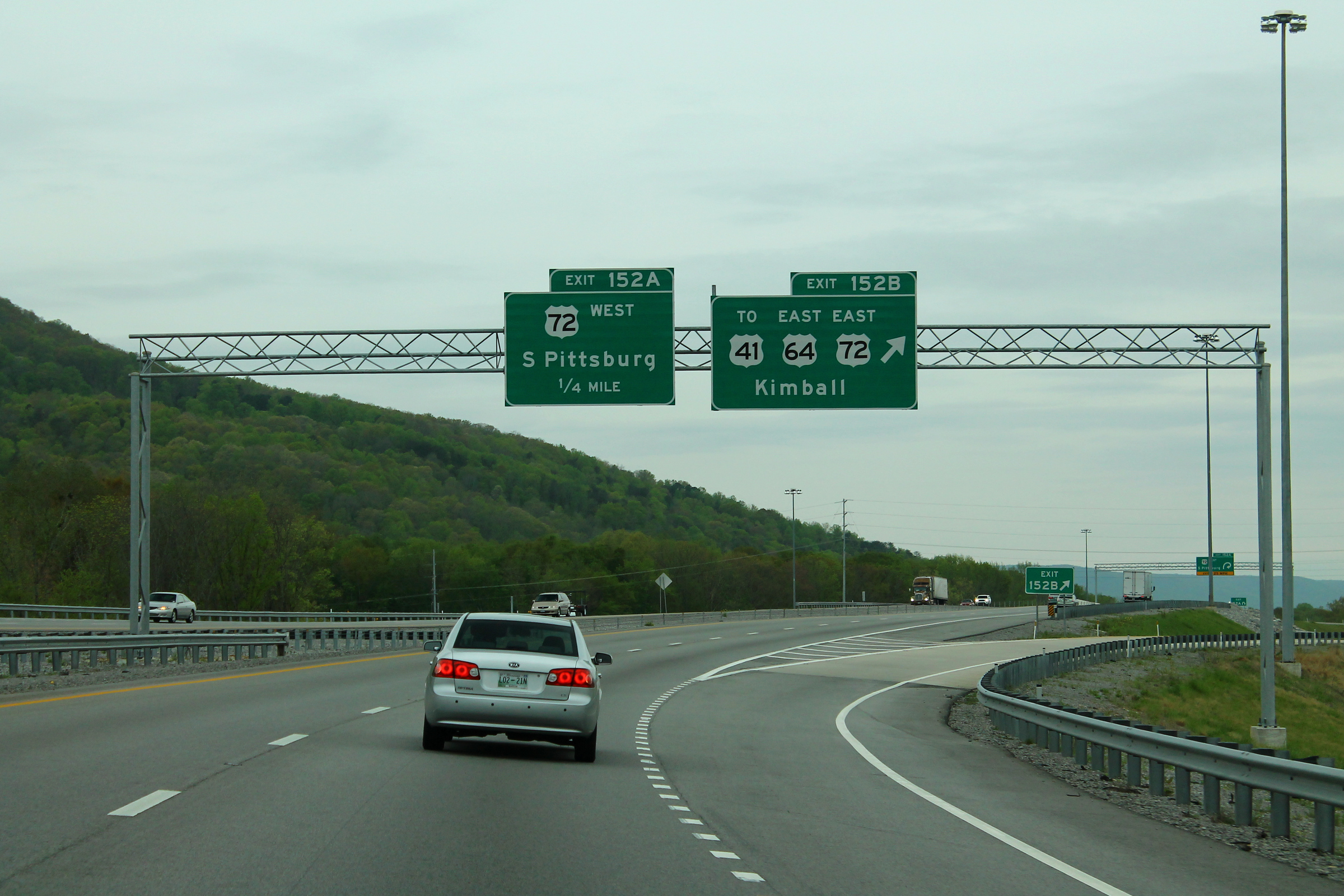
I-24 у західному напрямку в США 72 розв'язка

I-24 починається біля виходу 44 на I-57 у південній частині округу Вільямсон, поблизу громади Пуліс Мілл. Шосе прямує на південний схід до сільської місцевості округу Джонсон, оминаючи Горвіль на сході. Він досягає виїзду на дорогу Тунел-Гілл, яка обслуговує Горвіль і Туннел-Гілл. Шосе продовжується на південь до наступного виїзду на US 45 (США 45) на північ від Відня. Він досягає наступного виїзду на Illinois Route 146 (IL 146) у східному Відні. I-24 веде на південний схід від Відня до округу Массак. Його перший виїзд в окрузі Массак знаходиться на Біг-Бей-роуд, яка обслуговує громади Біг-Бей і Нова Колумбія. I-24 продовжує рух на південь, оминаючи громаду Round Knob перед в'їздом у Metropolis. Шосе зустрічає США 45 знову в Метрополісі та проходить на захід від державного парку Форт-Массак. Він залишає Метрополіс і перетинає Міждержавний міст 24 через річку Огайо. Після цього він продовжується в Кентуккі.

### Кентуккі
I-24 входить до регіону Джексон-Пурчейз на заході Кентуккі на трасі з півночі на південь. Безпосередньо в окрузі МакКракен маршрут починає поступово повертати на південний схід і заходить на західну околицю Падуки через кілька миль. Привітальний центр у Падуці використовує Whitehaven, єдиний історичний будинок у Сполучених Штатах, який використовується як зона відпочинку. У Падуці міждержавна автомагістраль продовжує зміщуватися на південний схід і має розв’язки з US 60, US 62 і US 45. Проходячи через громади Хендрон і Фарлі, що прилягають до Падуки, шосе зміщується в пряму лінію схід-захід через кілька миль, і має розв'язку з US 68 у Reidland. Потім маршрут входить у округ Маршалл і приблизно за 11 км., пізніше досягає розв’язки з I-69 і сполучної дороги до US 62 і Калверт-Сіті на півночі.

### Теннессі
I-24 перетинає Теннессі з Кентуккі, пролягаючи у південно-східному напрямку на північний захід до округу Монтгомері та слугуючи основним засобом доступу до Сент-Луїса та Чикаго на північний захід. Безпосередньо на східній околиці Кларксвілла, п'ятого за величиною міста в Теннессі, міждержавна дорога досягає розв'язки з SR 48, менше 1,6 км, що забезпечує доступ до форту Кемпбелл. Близько 3 милі (4,8 км) пізніше міжштат досягає US 79, який також забезпечує доступ до Гатрі та Расселвіля в Кентуккі на північному сході. Оминаючи Кларксвіль на сході, міждержавна автомагістраль досягає SR 237. Далі шосе починає крутий спуск. Для вантажних та повільних автомобілей, що прямують на захід, відведена додаткова смуга на підйом (1400 м). Потім I-24 перетинає Червону річку (англ. Red River), перш ніж досягти SR 76.

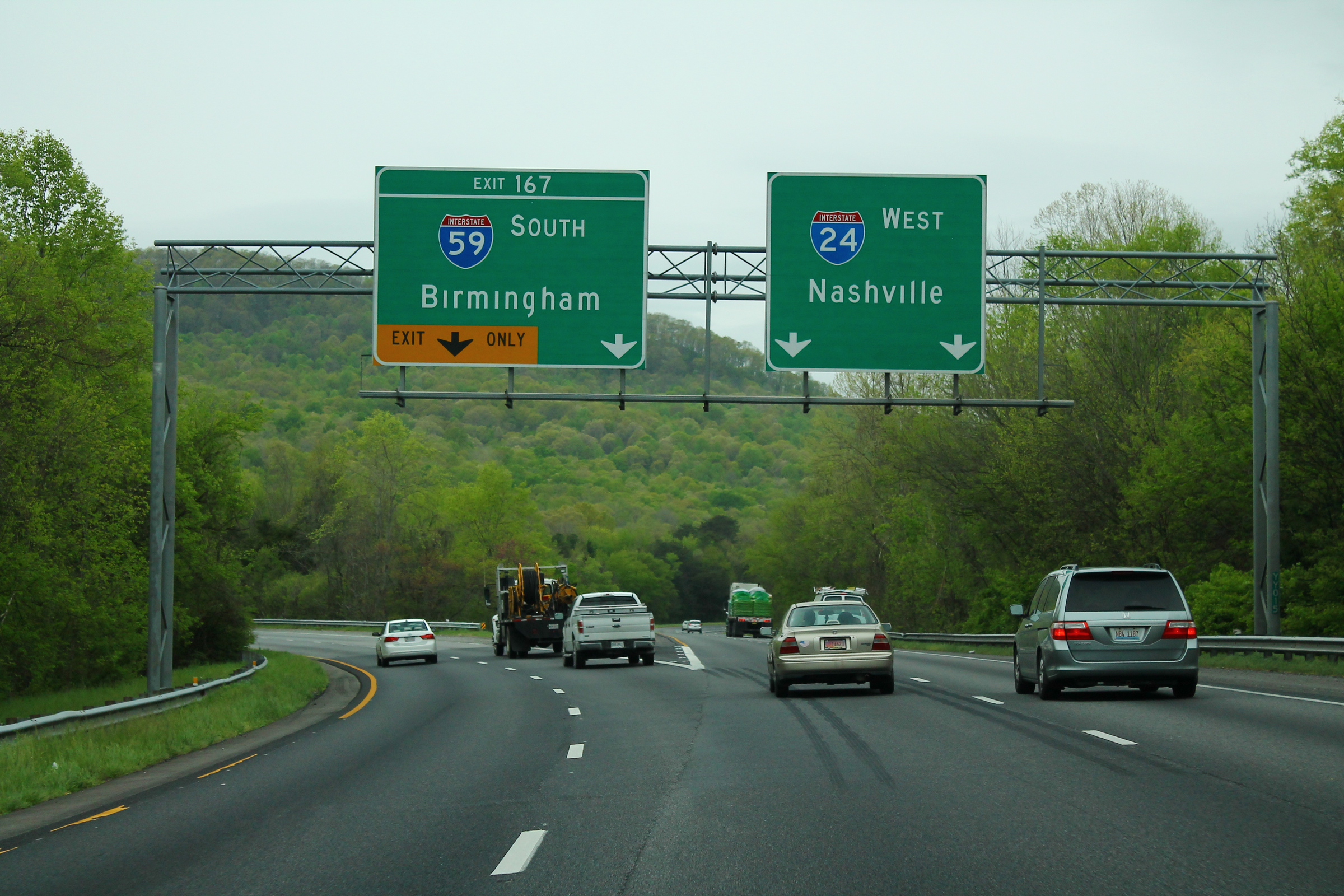
I-24 у західному напрямку на північному заході Джорджії на розв'язці з I-59

## Історія

### Планування
Відрізок I-24 між Нешвіллом і Чаттанугою був санкціонований Законом про федеральну допомогу в спорудженні автомагістралей (англ. Federal-Aid Highway Act of 1956), широко відомим як Закон про міжштатне шосе. Нумерація була затверджена Американською асоціацією посадових осіб державного автомобільного транспорту (AASHTO) 14 серпня 1957 року.